# خلیل عقاب
خلیل طریقت‌پیما (۱ فروردین ۱۳۰۳ – ۳۱ فروردین ۱۴۰۲) معروف به پهلوان خلیل عقاب، سیرک‌باز، باستانی‌کار، پهلوان و هنرپیشه ایرانی بود. از وی با عنوان «پدر سیرک ایران» یاد می‌شود. به‌دلیل بلند کردن فیل دو تُنی، نام او در رکوردهای جهانی گینس ثبت شده است.

## زندگی
خلیل طریقت پیما معروف به خلیل عقاب در سال ۱۳۰۳ در شیراز زاده شد ، او از کودکی به ورزش باستانی علاقه داشت و از ۱۴ سالگی به صورت جدی ورزش باستانی را آغاز کرد. خلیل عقاب از همان هنگام در میل گرفتن و بلند کردن میل‌های سنگین درخشید. در ۳۰ سالگی وزنه‌ای ۴۵۰ کیلویی را با دندان بلند کرد. او بین سال‌های ۱۳۳۰ تا ۱۳۵۰ نمایش‌های خود را در بسیاری از شهرهای ایران اجرا نمود.
بلند کردن وزنه‌های بسیار سنگین، خوابیدن زیر کامیون و اتوبوس، خم کردن تیرآهن و … از جمله این نمایش‌ها بودند.

او نخستین برگزارکننده نمایش‌های پهلوانی با بلیط فروشی بود. همچنین نخستین کسی بود که از هند، شیر و خرس به ایران آورد و آن‌ها را تربیت نمود و به روی صحنه برد. وی در سال ۱۳۵۰ به دعوت سیرک «فاست» به ایرلند مهاجرت کرد. پس از آن به سیرک «جری کاتل» انگلستان رفت. در این سیرک موفق به بلند کردن فیل ۱۴۰۸ کیلویی شد. او در این مورد می‌گوید:
آن زمان ۵۰ ساله بودم و در مدت ۴ سالی که در انگلستان اقامت داشتم شبی دو بار این فیل را بلند می‌کردم.
 که این رکورد در سال ۱۹۷۵ در گینس ثبت شده‌است.
پس از انگلستان به سیرک «دریکس تون» ایتالیا رفت و در ادامه فعالیت‌هایی خود در بیش از ۳۷ کشور جهان به اجرای نمایش‌های پهلوانی پرداخت.
در زمان حضور سیدمحمد خاتمی در وزارت ارشاد از او دعوت شد تا با اندوخته تجربیاتش از سیرک‌های جهان این شاخه نمایش را به ایران بیاورد و تبدیل به «پدر سیرک ایران» شود. او در سال ۱۳۷۰ به ایران بازگشت و از همان هنگام سیرکی در تهران افتتاح کرد. اما شهرداری تهران کمی بعد دیگر اجازه فعالیت به او نداده و همین موضوع باعث بازگشت او به شیراز شد. سیرکی که خلیل عقاب به همراه همسرش شهلا اشکبوس برای نخستین بار در ایران افتتاح کرد با حضور ۶۰ هنرمند از ایتالیا، رومانی، و پرتغال در بسیاری از شهرهای ایران به اجرای نمایش پرداخت. در این برنامه‌ها همسر و ۲ فرزند او به نام‌های شهرزاد و ابراهیم او را همراهی می‌کردند.
جنبش اعتراضی که در اواسط دهه ۱۳۸۰ خورشیدی در ایران استفاده از حیوانات در سیرک‌ها را حیوان‌آزاری می‌دانست و گردهمایی حامیان این جنبش در آن سال‌ها برابر سیرک‌ها از جمله سیرک ایران-ایتالیا که در پارک جنگلی پردیسان برپا شده بود رونق سیرک‌داری در ایران را با چالش جدی روبرو کرد.
شهلا اشکبوس که به بانوی سیرک ایران مشهور است مدت ۱۸ سال مدیریت سیرک خلیل عقاب را عهده‌دار بود. وی در اسفند ۱۳۸۷ حین یک سفر کاری با تیم ایتالیایی خود در یک سانحه رانندگی درگذشت.
در سال ۱۳۹۳ ابراهیم عقاب معروف به چاوش اکبر (پسر خلیل عقاب)، سیرک عقاب بدون حیوان واقعی را افتتاح کرد.
فیلم مستندی به نام آشیانه عقاب به کارگردانی و تهیه کنندگی مریم اسلوبی عکاس و مستندساز از زندگی و کارنامه هنری و حرفه ای پهلوان خلیل عقاب ساخته شده‌است.
خلیل عقاب در ۳۱ فروردین ۱۴۰۲ در سن ۹۹ سالگی درگذشت.
به احترام خدمات و افتخارات او، محل خاکسپاری او در زورخانه خلیل عقاب در کوی الزهرا شیراز در نظر گرفته شد.

## بازیگری
- «شکوفه‌های امید» (به همراه: حمیده خیرآبادی٬ تقی ظهوری و …) به کارگردانی: رضا صفایی - ۱۳۴۳[۱۱]
- «کوه زاد» (به همراه: سهیلا، هوشنگ بهشتی و …) به کارگردانی: ابراهیم باقری - ۱۳۴۶[۱۲]
- «مرد صحرا» (به همراه: علی آزاد، سیمین غفاری و…) به کارگردانی: سیروس حراج زاده - ۱۳۴۷[۱۳]
- «غول بیابانی» (به همراه: ایلوش، محمد متوسلانی و…) به کارگردانی: عزیزاله رفیعی - ۱۳۴۸[۱۴]
- «گناه زیبایی» (به همراه: گوگوش، لیلا فروهر و …) به کارگردانی: سیروس جراح زاده - ۱۳۴۸[۱۵]
- «پهلوان بابا» (به همراه: آرزو، علی زندی و …) به کارگردانی: اکبر هاشمی - ۱۳۵۰[۱۶]
- «مردان خشن» (به همراه: محمد علی فردین و جمشید مشایخی و …) به کارگردانی: صابر رهبر - ۱۳۵۰[۱۷]